# Pithyotettix picta
Pithyotettix picta är en insektsart som beskrevs av Lethierry 1880 . Pithyotettix picta ingår i släktet Pithyotettix och familjen dvärgstritar. Inga underarter finns listade i Catalogue of Life.